# Centruroides spectatus
Espèce
Centruroides spectatus est une espèce de scorpions de la famille des Buthidae.

## Distribution
Cette espèce est endémique de la province de Santiago de Cuba à Cuba. Elle se rencontre vers Segundo Frente.

## Description
Le mâle holotype mesure 51,1 mm, le mâle paratype 44,7 mm et les femelles paratypes 37,3 mm et 38,9 mm.

## Publication originale
- Teruel, 2006 : « Dos nuevos Centruroides Marx 1889 (Scorpiones: Buthidae) de Cuba oriental. » Boletín de la Sociedad Entomológica Aragonesa, no 39, p. 83-90 (texte intégral).